# Гусаков, Николай Фёдорович
Гусаков Николай Федорович (1821—1855) — офицер Российского императорского флота, участник Крымской войны, Синопского сражения, обороны Севастополя. Георгиевский кавалер, капитан-лейтенант.

## Биография
Гусаков Николай Фёдорович родился в 1821 году. Происходил из дворян Херсонской губернии, получил домашнее обучение. 30 июня 1835 года вступил в службу гардемарином Черноморского флота, на бриге «Пегас» плавал но черноморским портам. В 1836—1838 годах сначала на бриге «Фемистокл», затем на корвете «Ифигения» и фрегате «Бургас» крейсировал у крымских и восточных берегов Чёрного моря.
1 января 1839 года произведен в мичманы со старшинством с 23 декабря 1937 года и назначением на Балтийский флот. В 1839 и 1840 годах на корабле «Бриен» крейсировал в Балтийском море. В 1841 году на бриге «Охта» плавал по портам Финского залива, выходил в практические плавания для ознакомления молодых офицеров с портами Балтийского моря. В 1842 году на корабле «Бриен» крейсировал на Балтике, после чего был переведён на Черноморский флот.
11 апреля 1843 года произведен в лейтенанты. В 1845 году находился у проводки линейного корабля «Ростислав» из Николаева до Севастополя. В 1846 и 1847 годах на том же корабле и шхуне «Ласточка» крейсировал у абхазских берегов. В 1848 и 1849 годах на пароходе «Молния» ходил между Николаевом и Константинополем, а на линейном корабле «Селафаил» плавал с десантными войсками между Севастополем и Одессой. В 1852 году награждён орденом Святой Анны 2-й степени.

## Участие в Крымской войне

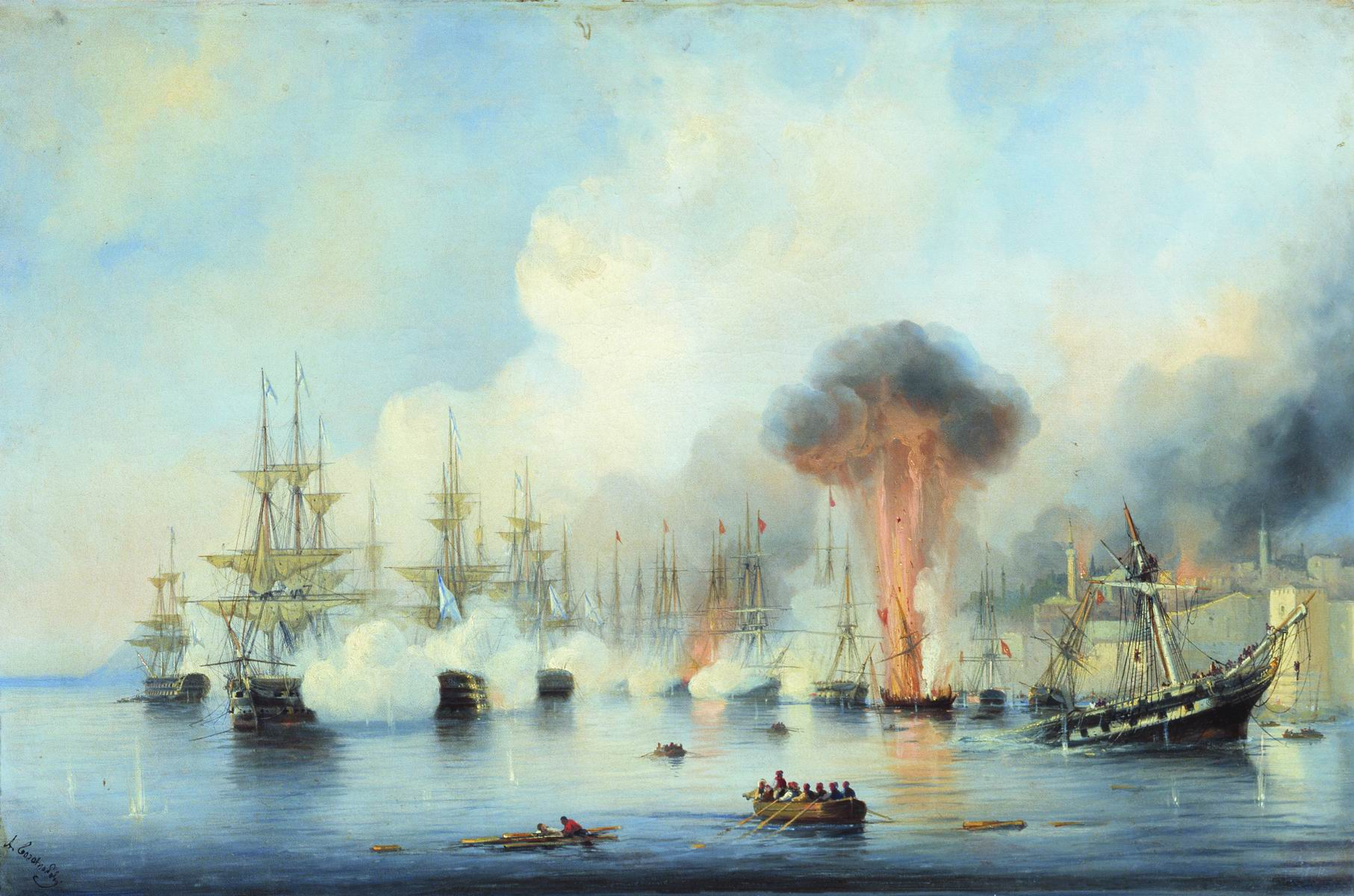
А. П. Боголюбов. Синопский бой 18 ноября 1853 года

18 ноября 1853 года старшим офицером линейного корабля «Ростислав» принял участие в Синопском сражении. «За отличную храбрость и мужество по всем частям управления кораблем» произведён в капитан-лейтенанты со старшинством, награждён орденом Святого Владимира 4-й степени с бантом и годовым окладом жалования.

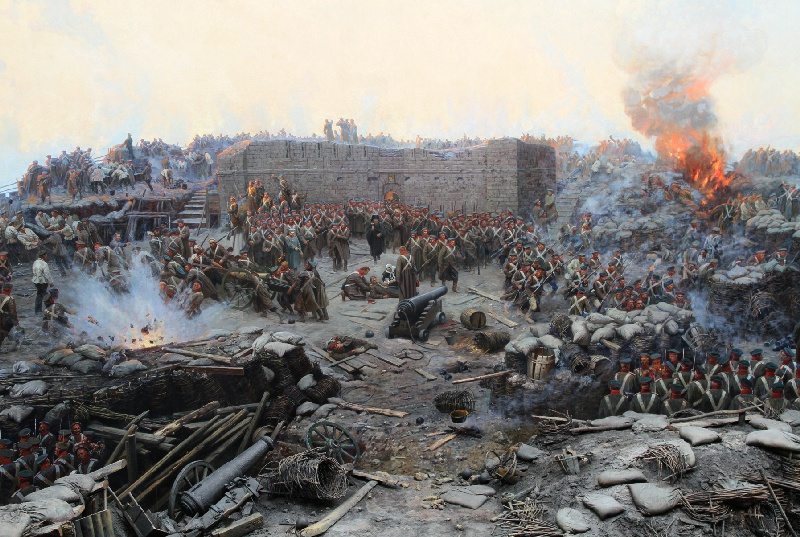
Оборона Севастополя (Франц Рубо)

С 13 сентября 1854 года состоял в гарнизоне Севастополя на 1-м отделении оборонительной линии, с 4 октября — командовал 6-м бастионом. 11 ноября 1854 года Походная Дума Георгиевских кавалеров представила капитан-лейтенанта Гусакова к награждению орденом Святого Георгия 4-й степени за подавление французской батареи. В представлении указывалось: «Находясь командиром бастиона в продолжение всего времени блокады, своей распорядительностью и отличными действиями подбивал неприятельские орудия и тем самым заставлял их прекращать огонь; кроме того, разрушил совершенно батарею и взорвал пороховой погреб так, что они уже не действовали и не действуют по сие время». 6 декабря 1854 года Высочайшим указом «в воздаяние отличной храбрости и мужества, оказанных во время бомбардирования г. Севастополя англо-французскими войсками и флотом» был награждён орденом Святого Георгия 4-й степени (№ 9535). 7 апреля 1855 года награждён Золотой саблей с надписью «За храбрость»
В 1855 году заболел чахоткой, отправлен в Николаев, умер 24 сентября 1855 года в Николаевском морском госпитале. Исключён из списочного состава Морского ведомства 1 января 1856 года. Место погребения неизвестно.
У Николая был младший брат — Павел, который также был морским офицером, участником Крымской войны и обороны Севастополя, вышел в отставку в чине контр-адмирала.

## Память
Имя Гусакова Николая Фёдоровича увековечено на мраморной плите в верхней церкви собора Святого Равноапостольного князя Владимира, где нанесены имена 72 офицеров Морского ведомства, кавалеров ордена Святого Георгия с доблестью защищавших Отечество в период Крымской войны 1853—1856 годов.